# Ferdinand Gottschalk
Ferdinand Gottschalk (28 de fevereiro de 1858 – 10 de novembro de 1944) foi um ator inglês de cinema e teatro. Ele apareceu em 76 filmes entre 1917 e 1938. Nasceu e morreu em Londres, na Inglaterra.

## Filmografia selecionada
- Zaza (1923)
- Tonight or Never (1931)
- Grand Hotel (1932)
- The Sign of the Cross (1932)
- Ex-Lady (1933)
- Clive of India (1935)
- Folies Bergère de Paris (1935)
- Les Misérables (1935)
- Break of Hearts (1935)
- The Gay Deception (1935)
- Café Metropole (1937)
- Ali Baba Goes to Town (1937)
- The Adventures of Marco Polo (1938)